# Sonety (Mickiewicz)
Sonety jsou básnická sbírka romantického polského básníka Adama Mickiewicze vydaná jeho vlastním nákladem roku 1826 v Moskvě. Jedná se o první cykly sonetů v polské literatuře a o významný příklad raného romantismu, který vedl k obrovské popularitě tohoto žánru v Polsku a inspiroval mnoho polských básníků romantické éry i období Mladého Polska..

## Vznik sonetů
Mickiewicz, který žil nedobrovolně ve vyhnanství v Rusku, kam byl poslán roku 1824 za účast v tajném studentském spolku Filomatů na univerzitě ve Vilnu, odjel roku 1825 z Petrohradu do Oděsy, protože se obával zatčení v napjatých chvílích předcházejících vystoupení děkabristů. V Oděse chodil na různé recepce a plesy a bezstarostně se bavil. Není proto divu, že se v jeho básních, napsaných v tomto období, oslabuje téma vlastenectví a klade se větší důraz na emotivní, erotickou poezii, která se plně projevila v jeho Oděských sonetech.
Mezi ženami ho obzvláště zaujala hraběnka Karolina Sobańská, se kterou se seznámil v salónu generála a náčelníka policie jižních gubernií hraběte Witta, jejího příštího manžela, a do které se vášnivě zamiloval. Z jejího popudu se v srpnu roku 1825 zúčastnil výletu na Krym, aniž tušil, že vlastním cí1em výletu byla generálova inspekční cesta. Výletníci se usídlili v Sevastopolu, odkud básník s bratrem Karolíny Henrykem Rzewuskim podnikal výpravy do okolních hor. Výsledkem těchto výprav se staly Krymské sonety, které spolu s Oděskými sonety z oděského období vyšly v prosinci roku 1826 v Moskvě pod souhrnným titulem Sonety.
Sbírka se tedy skládá ze dvou částí:
- Oděské sonety (Sonety odeskie), česky také jako Milostné sonety nebo jen Sonety, dokončené za pobytu básníka v Oděse,
- Krymské sonety (Sonety krymskie), ovlivněné básníkovým výletem z Oděsy na Krym.[2]

## Obsah sbírky

### Oděské sonety
Nešťastný, kdo svůj cit neopětován vidí,
nešťastnější, kdo srdce prázdné má,
však nejnešťastnější je pro mne ze všech lidí,
kdo kdysi miloval – a nezapomíná.
   - text první sloky sonetu Rezignace v překladu Vlasty Dvořáčkové in Adam Mickiewicz. Sonety milostné. Brno: Barrister & Principal 2010. S. 22.
Oděské sonety (Sonety odeskie), , které jsou do jisté míry inspirovány Sonety pro Lauru od Francesca Petrarky  jsou cyklem dvaceti tří sonetů zobrazujících lásku nikoliv jen ve fyzické, ale především v duchovní podobě, nicméně obsahují i některé erotické prvky. Pocházejí z různých dob Mickiewiczova mládí, odráží se v nich tudíž i ideální a nenaplněná láska k Maryle i vášnivý vztah k hraběnce Karolině Sobańské. Láska (ideální a velká) je v básníkově podání především metafyzická, pocházející od Boha, a je největším pokladem na světě. Nic nemůže takový cit zničit ani ho poskvrnit hříchem. Zároveň ale básník ukazuje lásku jako zábavnou a hravou. Tak Mickiewicz zobrazil různé pohledy na chápání podstaty lásky, jak duchovní tak i fyzické.
Cyklus obsahuje ještě silné prvky klasicismu.  Neřídí se romantickou estetikou smutné a nenaplněné lásky, ale ukazuje nám milence, kteří si svou lásku užívají a jsou šťastni, že mohou být spolu. Jeho lyrický hrdina není nešťastný, odcizený davu a po ztrátě milenky ponechaný sám sobě, ale raduje ze své lásky a citů, které mohou být opětovány a naplněny. Je to zamilovaný člověk, který v lásce našel smysl života. Někdy však také kvůli ní cítí bolest, když myslí na minulé události, které nemůže nazvat šťastnými.
Sbírka obsahuje tyto sonety:

I. Připomenutí,

II. Lauře (Do Laury),

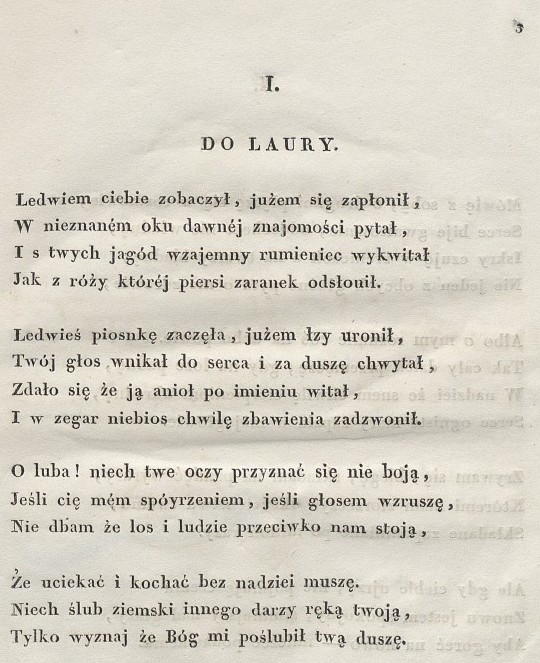
Sonet Lauře z prvního vydání roku 1826.

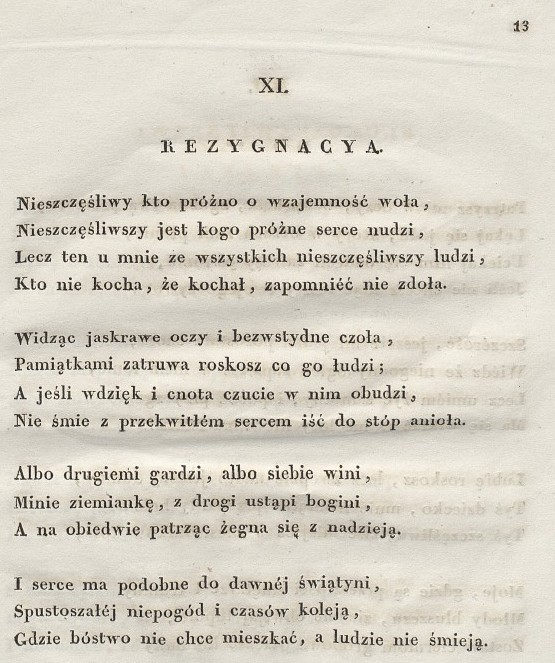
Sonet Rezignace z prvního vydání roku 1826.

III. Sám k sobě mluvívám, nedbám o rozhovory... (Mówię z sobą, z drugimi plączę się w rozmowie...),

IV. Ty nejsi učená, slovy se nechceš blýskat,... (Nieuczona twa postać, niewymyślne słowa...),

V. Setkání v háji (Widzenie się w gaju),

VI, Svatoušek zhaní nás, do smíchu světák dá se,... (Potępi nas świętoszek, rozpustnik wyśmieje...),

VII. Ráno a večer (Ranek i wieczór),
 
VIII. Z Petrarky (Z Petrarki),

IX. Němnu (Do Niemna),
  
X. Střelec (Strzelec),

XI. Požehnánání. (Błogosławieństwo),

XII. Rezignace (Rezygnacja),

XIII. Pro *** (Do ***),

XIV. Prvně, já nevolník, chválím si svoje břímě!... (Pierwszy raz jam niewolnik z mojej rad niewoli...),

XV. Vzdychám má předrahá! To vzpomínky mě mámí... (Luba! ja wzdycham, pamięć niebieskiej pieszczoty...),

XVI. Dobrý den (Dzień dobry),

XVII. Dobrou noc (Dobranoc),
 
XVIII. Dobrý večer (Dobry wieczór),

XIX. D. D. Návštěva (Do D. D. Wizyta),

XX. Návštěvám (Do wizytujących),

XXI. Rozloučení. D. D. (Pożegnanie. Do D. D.),
 
XXII. Danaovny (Danaidy),
 
XXIII. Omluva (Ekskuza).
První sonet Připomenutí vyšel už v prvním díle básníkovy Poezje ve Vilně roku 1822 a do prvního vydání Sonetů nebyl zařazen. Autor jej zařadil až do pozdějších vydání v Petrohradě a v Paříži jako báseň úvodní. Připomíná si v něm milovanou dívku Lauru, což je vzpomínka na Marylu Wereszczakovou.
Obsahy dalších jednotlivých sonetů se týkají různých oblastí básníkových milostných vztahů. Jde například o duchovní lásku k dívce Lauře (Lauře), která je neopětovaná, protože Laura již má snoubence, o zobrazení psychického stavu člověka zamilovaného v počáteční fázi lásky (Sám k sobě mluvívám, nedbám o rozhovory...) nebo o nepřetržitém beznadějném stavu zamilovanosti, když lásku nelze naplnit (Ráno a večer). Objevuje i nostalgie z neopětované lásky (Němnu, Rezignace).
Milovaná žena je pro básníka nejprve duchovní bytostí, andělem (Setkání v háji), ale v sonetu Danaovny rekapituluje své milostné vztahy v Oděse a všechny (naplněné i nenaplněné) považuje za stejně povrchní. Básníkovy milenky ponesou podobně jako Danaovny trest, tentokrát za vypočítavost, marnivost a za mrhání životem na milostné aférky. Básník dokáže opustit své sentimentální názory, dokonce se usmívat nad svými úvahami o ženě jako o nebeské bytosti a definovat ženu především jako milenku. (Prvně, já nevolník, chválím si svoje břímě!...).
V některých sonetech jsou také silné erotické motivy, jako je popis milostných úspěchů básníka (Dobrý den, Dobrou noc, Dobrý večer), zmínění „nehodného ohně“ (fyzické touhy), který v básníkově nitru zapálila adresátka básně Pro ***. Tato láska je pozemská a tělesná, pouze povznesená poetickým zobrazením. Odpovědnost za to, co se mezi ním a ženou stalo, přenáší na Boha, který do lidí vlil tolik ohně (Vzdychám má předrahá! To vzpomínky mě mámí...).
Závěrečný sonet Omluva, je jakousi omluvou za to, že básník v Oděse prožíval krátké milostné románky a psal o nich básně. Omluva je však poněkud ironická a vysmívá se jak oděským lichotníkům, tak i kritikům, kteří odsuzují jeho nemorálnost.

### Krymské sonety
Krymské sonety (Sonety krymskie) jsou cyklem osmnácti sonetů, které představují umělecké vyprávění o cestě po Krymu. Na rozdíl od Oděských sonetů, se kterými vyšly v jedné sbírce, jde ryze romantické dílo. Jsou to romantické popisy orientální přírody a kultury Východu, které zároveň ukazují zoufalství básníka – poutníka, vyhnance toužícího po vlasti, odkud byl vypuzen. Představují první proniknutí romantické smys1ovosti do po1ské přírodní lyriky. Jejich reá1né rysy se neustá1e pro1ínají s jejich obrazným viděním skrze básníkovy dojmy a toto obrazné vidění má stá1ý sk1on k hyperbolizaci, která zpravidla nabývá vrchu nad prvky reá1ného popisu.
Cyklus obsahuje tyto sonety:

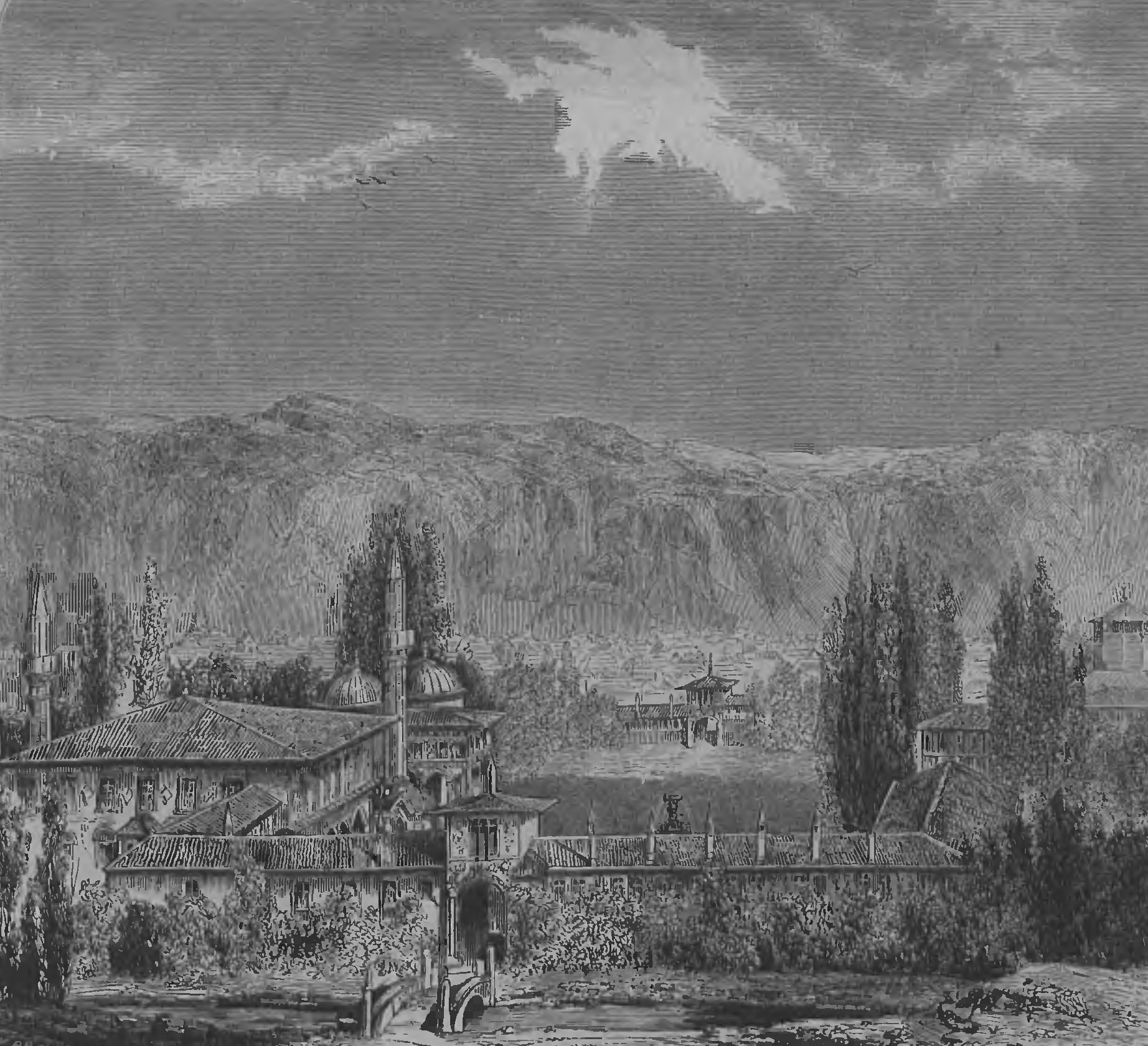
Bahčisaraj, ilustrace Michała Elwira Andriolliho z roku 1870.

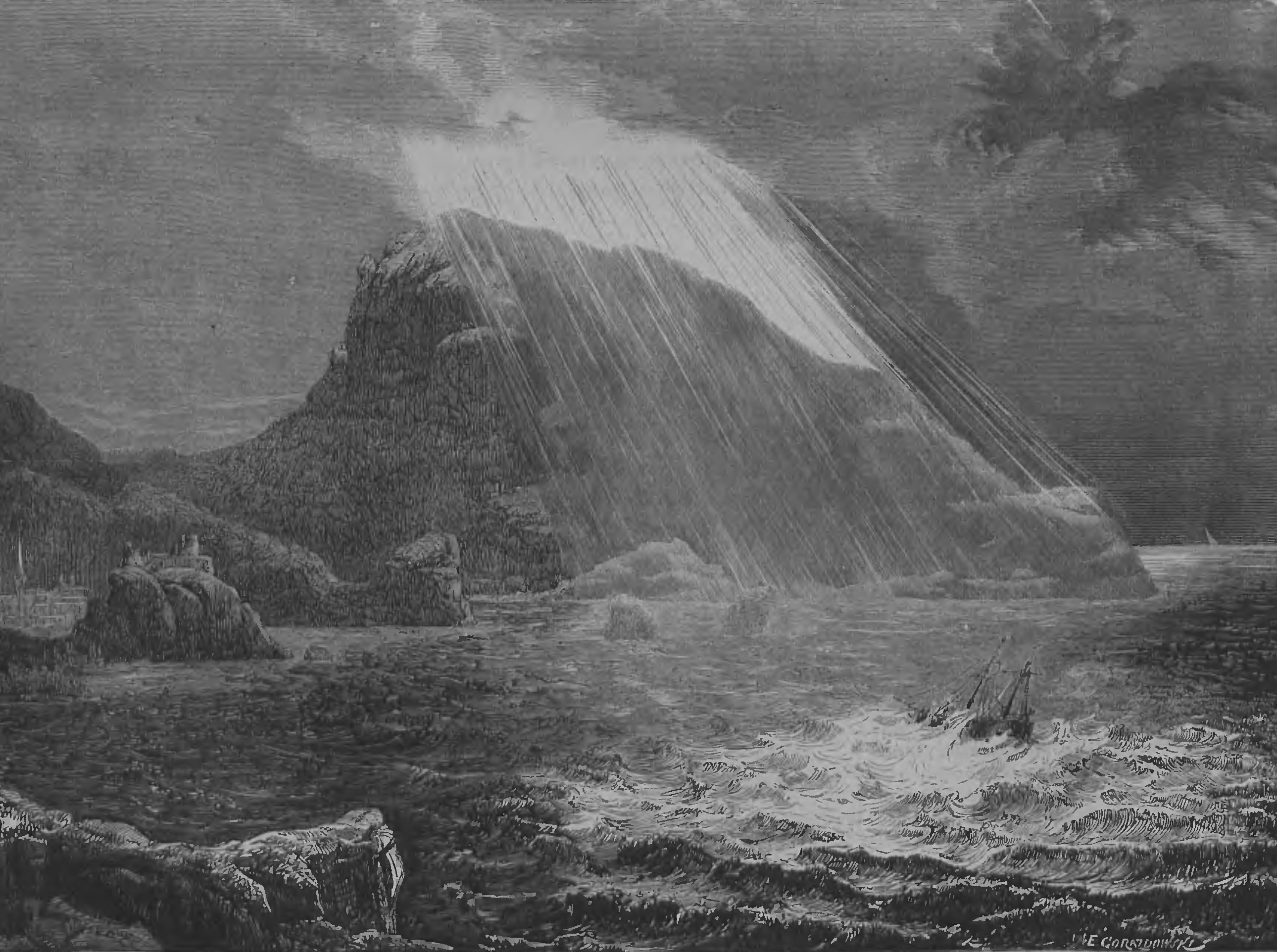
Čatyrdah, ilustrace Michała Elwira Andriolliho z roku 1870.

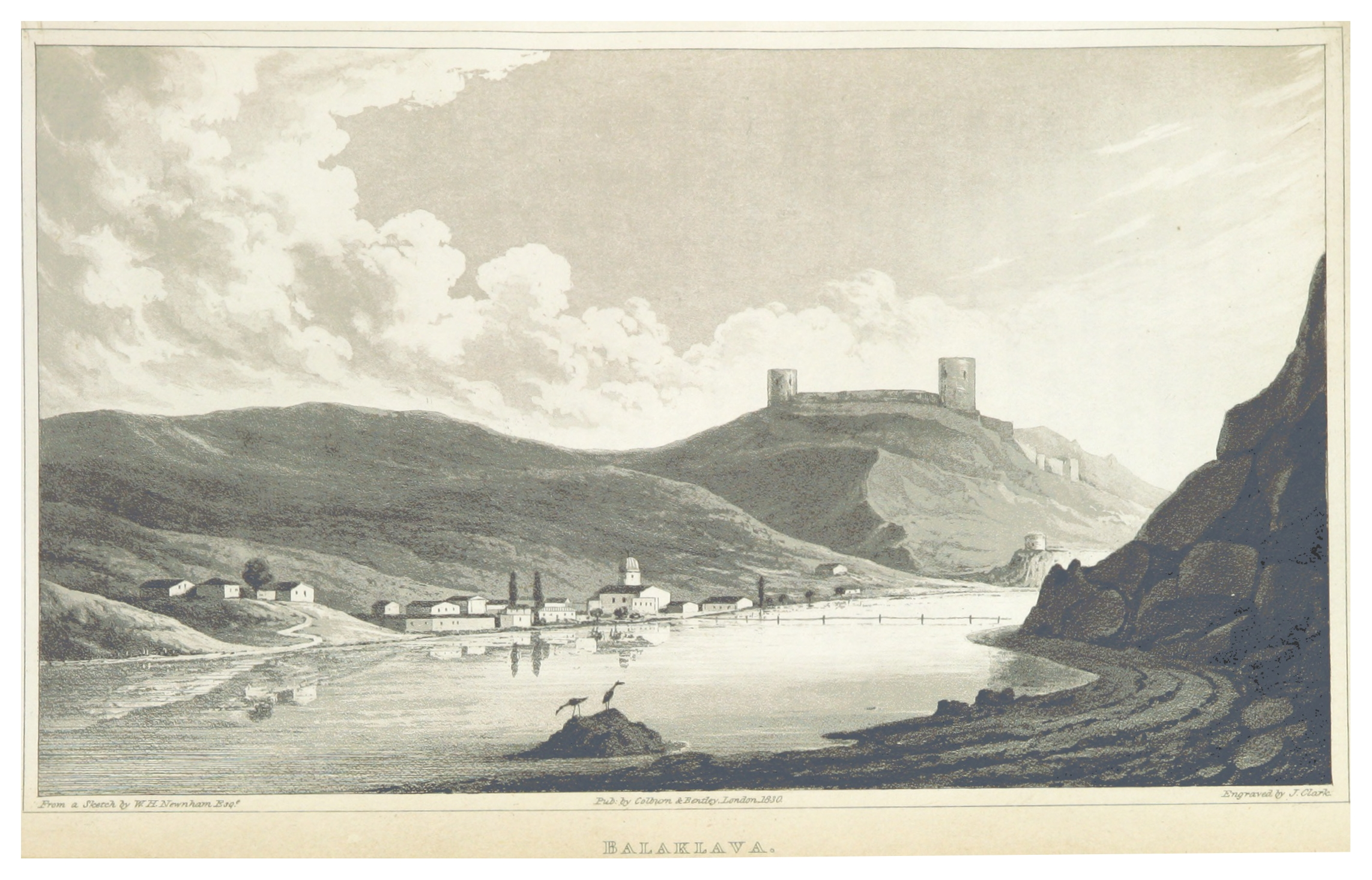
Zříceniny zámku v Baklavě, kresba Jamese Webstera z roku 1830.

I. Akermanské stepy (Stepy akermańskie),

II. Mořská tišina (Cisza morska),

III. Plavba (Żegluga),

IV. Bouře (Burza),

V. Pohled na hory z Kozlovských stepí (Widok gór ze stepów Kozłowa)*,

VI. Bachčisaraj (Bakczysaraj),

VII. Bachčisaraj v noci (Bakczysaraj w nocy),

VIII. Hrob Potocké (Grób Potockiej),

IX. Mohyly harému (Mogiły Haremu)*,

X. Bajdary,

XI. Alušta ve dne (Ałuszta w dzień),

XII. Alušta v noci (Ałuszta w nocy),

XIII. Čatyrdah (Czatyrdah)*,

XIV. Poutník (Pielgrzym)*,

XV. Cesta nad propastí v Čufut-Kale (Droga nad przepaścią w Czufut-Kale)*,

XVI. Hora Kikineis (Góra Kikineis)*,

XVII. Zříceniny zámku v Baklavě (Ruiny zamku w Bałakławie),

XVIII. Ajudah*.
První vydání obsahovalo ještě překlad V. sonetu do perštiny od Mirzy Jafara Topčubašiho, odborného asistenta na katedře orientality Univerzity v Petrohradu.
Sonety, pro které je charakteristický tzv. byronismus, obsahují mimo jiné odkazy na perskou mytologii (Pohled na hory z Kozlovských stepí), Bibli (Bachčisaraj) a islám (Bachčisaraj v noci, Mohyly harému). Velmi důležitou roli mají v básních vodní metafory, jako je například přirovnání rozlehlosti stepy k oceánu (Akermanské stepy). Výrazně je zastoupeno téma moře a síly divoké přírody (Mořská tišina, Plavba, Bouře). Některé sonety obsahují velké množství orientalismů, vyplývajících z básníkovy fascinace kulturou Východu a odráží jeho romantické přesvědčení, že neexistuje pouze jedna realita, kterou lze objektivně poznat, protože vše závisí na způsobu vnímání, pocitech a smyslech pozorovatele (Alušta ve dne, Alušta v noci). Básník si všímá nesouladu světa a jeho antinomie (rozpory tvořící realitu), kterou mu symbolizuje propast, na jejímž dně spatřil něco, co není schopen slovy popsat, protože se to týká smyslového poznání (Cesta nad propastí v Čufut-Kale').
Častý je také motic hor, který vyjadřuje básníkovu fascinaci divokou, tajemmnou, nepřístupnou a dokonce i nebezpečnou přírodou (Hora Kikineis), staví proti ní dílo postavené člověkem, které je náchylné ke zničení a zdůrazňuje tak sílu přirody, která nepotřebuje lidskou paměť a péči, aby vydržela (Zříceniny zámku v Baklavě ).
Lyrický subjekt (básník) v sonetech často vystupuje jako Poutník, který bývá doprovázen krymským průvodcem Mirzou (tyto sonety, ve kterých vystupuje buď Poutník nebo Mirza nebo oba, jsou v seznamu oznařeny hvězdičkou *). Poutník čerpá do Mirzy, žijícího v souladu s Bohem i lidmi, životní moudrost a konfrontace jejich názorů a reakcí představuje romantickou individualizaci pohledu na svět (Čatyrdah). Poutník také prožívá vnitřní konflikt mezi obdivem nad krymskou přírodou a touhou po vlasti, který se projevuje melancholií, nostalgií a osamělostí (Hrob Potocké, Bajdary).

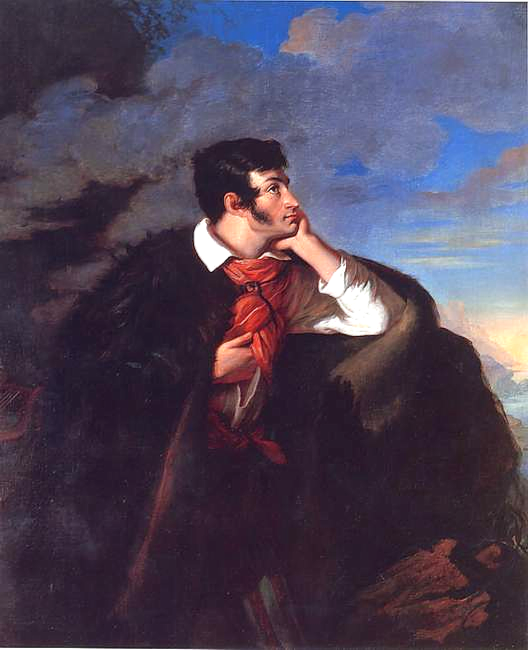
Adam Mickiewicz na skále Ajudah, obraz od Walentyho Wańkowicze z roku 1828.

Cyklus uzavírá sonet Ajudah. ve kterém Poutník, dříve nepochopený, neklidný, někdy i hrozivý a tajmený, vyjadřuje pocit harmonie se světem, kterého na svých cestách dosáhl. Pokojně odpočívá na skále a pozoruje moře. Seznámil se s orientální kulturou a cítí se v ní bezpečně. Poznal krymskou přírodu, která už není nepředvídatelná a hrozivá. Krajina, která ho obklopuje, mu připomíná jeho srdce. Moře a živly mají nejen ničivou sílu, ale i sílu tvůrčí. V životě každého člověka nejsou jen radosti, ale i utrpení a touha.

## Hudební adaptace
- Polský skladatel Stanisław Moniuszko je autorem kantáty Krymské sonety, která byla provedena v Krakově v roce 1867.[13]
- Polský skladatel Jan Tomasz Wydżga složil roku 1897 píseň pro zpěv a klavír Mořská tišina (Cisza morska) podle II. krymského sonetu.[14]
- Polský skladatel Romuald Twardowski složil roku 1975 Mořský triptych (Tryptyk morski) pro mužský sobor, jehož součástí je mimo jiné Mořská tišina (Cisza morska).[15]

## Česká vydání
- Sonety krymské in  ŠTULC, Václav. Sebrané spisy básnické. Svazek druhý, Kniha překladův básní A. Mickiewiczových. Praha: I. L. Kober 1878. Dostupné online
- Sonety: znělky milostné, znělky krymské. Praha: Alois Hynek 1911. Překlad Jaromír Borecký. Dostupné online
- Sonety; Sonety krimské in Balady a romance; Sonety; Sonety krymské; Básně; Gražina. Praha: SNKLHU. Překlad Vladimír Holan za jazykové spolupráce Josefa Matouše.
- Sonety. Praha: SNKLHU 1957. Překlad Vladimír Holan za jazykové spolupráce Josefa Matouše.
- Sonety milostné. Brno: Barrister & Principal 2010. Překlad Vlasta Dvořáčková.